# オールバニ・メディカルセンター賞
オールバニ・メディカルセンター賞（Albany Medical Center Prize）は、アメリカ合衆国の医学の賞。2001年に創設され、ニューヨーク州のオールバニ・メディカルセンターによって授与されている。賞金は50万ドル。

## 受賞者
- 2001年： アーノルド・J・レビン
- 2002年： アンソニー・ファウチ
- 2003年： マイケル・ブラウン, ジョーゼフ・ゴールドスタイン
- 2004年： スタンリー・ノーマン・コーエン, ハーバート・ボイヤー
- 2005年： ロバート・ランガー
- 2006年： シーモア・ベンザー
- 2007年： ロバート・レフコウィッツ, ソロモン・スナイダー, ロナルド・エヴァンス
- 2008年： ジョーン・A・スタイツ, エリザベス・H・ブラックバーン
- 2009年： ブルース・ボイトラー, チャールズ・ディナレロ, ラルフ・スタインマン
- 2010年： David Botstein, フランシス・コリンズ, エリック・ランダー
- 2011年： エレイン・フックス, James Thomson, 山中伸弥
- 2012年： James E. Darnell, ロバート・ローダー
- 2013年： ブライアン・ドラッカー, Peter C. Nowell, ジャネット・ラウリー
- 2014年： アレクサンダー・バーシャフスキー
- 2015年： カール・ダイセロス, Xiaoliang Sunney Xie(謝曉亮)
- 2016年： フランツ＝ウルリッヒ・ハートル, Arthur Horwich, スーザン・リンドキスト
- 2017年： エマニュエル・シャルパンティエ, ジェニファー・ダウドナ, Luciano Marraffini, フランシスコ・モヒカ, フェン・チャン
- 2018年： ジェームズ・P・アリソン, カール・ジューン, スティーヴン・ローゼンバーグ
- 2019年： バート・フォーゲルシュタイン, Irving L. Weissman
- 2021年： Barney Graham., カリコー・カタリン, ドリュー・ワイスマン
- 2022年： チャールズ・デビッド・アリス, マイケル・グルンスタイン
- 2023年： ボニー・バスラー, ジェフリー・ゴードン, Dennis L. Kasper
- 2024年： Howard Y. Chang, エイドリアン・クレイナー, リン・マクアット